# British Chess Magazine
British Chess Magazine (BCM) (pl. Brytyjski Magazyn Szachowy) – brytyjski miesięcznik poświęcony szachom. Wydawany jest nieprzerwanie od stycznia 1881 roku (nawet w czasie pierwszej i drugiej wojny światowej).
Założycielem i pierwszym redaktorem naczelnym był John Watkinson (1833–1923). Od samego początku pismo nie ograniczało się do samej Wielkiej Brytanii starało się zajmować szachami na szczeblu ponadnarodowym.

## Redaktorzy naczelni
- John Watkinson (1881-1887)
- Robert Frederick Green (1888-1893)
- Isaac McIntyre Brown (1894-1920)
- Richard Clewin Griffith (1920-1937)
- Harry Golombek (1938-1940)
- Julius du Mont (1940-1949)
- Brian Reilly (1949-1981)
- Bernard Cafferty (1981-1991)
- Murray Chandler (1991-1999)
- John Saunders (1999-)